# Sportgymnasium Šiauliai
Das Sportgymnasium Šiauliai (litauisch Šiaulių sporto gimnazija) ist ein staatliches Gymnasium mit dem besonderen Bildungsschwerpunkt Sport in der litauischen Stadt Šiauliai. Das Schulgebäude befindet sich im Stadtteil Vijoliai. Der Bildungspartner ist die Sportuniversität Litauens mit ihrem Sitz in Kaunas. Das Sportgymnasium beschäftigt 101 Mitarbeiter (Stand: 2023).

## Sportbildung
Das Ziel der Einführung der Schwerpunktbildung war es, jungen begabten Sportlern, die an einem Sportgymnasium lernen, die fachlichen Möglichkeiten zu sportlicher Höchstleistung zu bieten und gleichzeitig notwendiges Wissen zu vermitteln, damit die Schüler auch im Falle eines Unfalls (zum Beispiel, einer Verletzung, die die Fortsetzung der Karriere eines Sportlers verhindert) nach einem Abitur (der erworbenen allgemeinen Hochschulreife) nach einem Hochschulstudium streben könnten, um diplomierte Sportspezialisten zu werden und weiter im Sportbereich zu bleiben.
Ab 2013 unterstützte die Litauische Sportuniversität die Sportmittelschule bei der Vorbereitung spezialisierter Bildungsprogramme und hilft seitdem bei ihrer Durchführung. Man hat auch die Qualifikationen der in der Schule tätigen Pädagogen erhöht. Die Schule verpflichtete sich, der Universität Informationen über den Bildungsprozess zur Verfügung zu stellen und Bedingungen für Universitätsstudenten zu schaffen, um ihnen eine praktische Ausbildung an der Schule zu absolvieren.
Seit 2004 bildet die Schule eigene Sportklassen zusammen mit den Spezialisten der Sportabteilung der Stadtgemeinde Šiauliai. 2013 gab es vier Sportklassen, in denen die jungen Sportler nicht nur aus der Bezirk Šiauliai, sondern auch aus Anykščiai, Klaipėda, Kėdainiai und anderen Städten lernen. Das Training in 11 Sportarten (Basketball, Fußball, Handball, Volleyball, Ringen u. a.) wird mit der allgemeinen Bildung verbunden. Die Schüler des Sportunterrichts trainieren morgens und besuchen dann den Unterricht. Abends gibt es noch eine zusätzliche Trainingseinheit.

## Geschichte
Die Schule wurde am 15. Februar 1961 als die sowjetische 2. Mittelschule-Internat Šiauliai in Sowjetlitauen gegründet. Man baute einen Schulheim für Schüler aus Šiauliai und Umgebung. 1989 wurde die Schule in das 2. Internat der Sekundarstufe Šiauliai und die Höhere Olympische Reserveschule umstrukturiert. 1990 wurde die Olympische Schule abgeschafft. 1992 gab es eine Umstrukturierung. Man teilte die Schule in zwei Organisationen auf: die 2. Sekundarschule Šiauliai und das Waisenhaus (Kinderheim). 1994 änderte die Mittelschule ihren Namen und wurde zur Vijoliai-Mittelschule Šiauliai. 2007 wurde der Bezirk Šiauliai der Träger der Schule. 2014 wurde sie zur Sportmittelschule Šiauliai und 2015 zum Sportgymnasium Šiauliai. Der Schulträger wurde die Stadtgemeinde Šiauliai.

## Schüler
- Justinas Sartauskas (* 1955), Politiker, Bürgermeister von Šiauliai
- Vytaras Bloškys, Rugbyspieler
- Lukas Dzimidas, Rugbyspieler
- Rasa Imanalijeva, Fußballspielerin
- Tolvydas Skalikas, Leichtathlet, Direktor des Leichtathletik- und Wellnesszentrums Šiauliai